# Voetbalkampioenschap van Saale 1932/33
In 1932/33 werd het 26ste en laatste voetbalkampioenschap van Saale gespeeld, dat georganiseerd werd door de Midden-Duitse voetbalbond. Wacker Halle werd kampioen en plaatste zich voor de Midden-Duitse eindronde. De club versloeg TuRV 1861 Weißenfels en verloor dan van Fortuna Magdeburg.
Na dit seizoen kwam de Nationaalsocialistische Duitse Arbeiderspartij aan de macht en werd de competitie grondig geherstructureerd. De overkoepelende voetbalbonden werden afgeschaft en ruimden plaats voor 16 Gauliga's. De clubs uit de competitie van Saale gingen samen met clubs uit andere competities in de nieuwe Gauliga Mitte spelen. Enkel kampioen Wacker en vicekampioen Merseburg 99 kwalificeerden zich hiervoor.

## Gauliga
| Plaats | Club                      | Wed. | W  | G | V  | Saldo | Ptn.  |
| ------ | ------------------------- | ---- | -- | - | -- | ----- | ----- |
| 1.     | Hallescher FC Wacker 1900 | 18   | 14 | 0 | 4  | 57:23 | 28:8  |
| 2.     | SV Merseburg 99           | 18   | 10 | 4 | 4  | 37:30 | 24:12 |
| 3.     | FV Sportfreunde Halle     | 18   | 10 | 0 | 8  | 45:33 | 20:16 |
| 4.     | SV 1898 Halle             | 17   | 7  | 3 | 7  | 39:29 | 17:17 |
| 5.     | VfL 1912 Merseburg        | 17   | 6  | 4 | 7  | 36:35 | 16:18 |
| 6.     | VfL Halle 1896            | 18   | 6  | 4 | 8  | 37:41 | 16:20 |
| 7.     | SpVgg 1919 Neumark        | 18   | 6  | 4 | 8  | 38:56 | 16:20 |
| 8.     | SpVgg Borussia 02 Halle   | 18   | 6  | 3 | 9  | 39:44 | 15:21 |
| 9.     | FC Preußen 1901 Merseburg | 18   | 5  | 4 | 9  | 32:44 | 14:22 |
| 10.    | SC Favorit 1906 Halle     | 18   | 5  | 2 | 11 | 37:62 | 12:24 |

|  | Kampioen, geplaatst voor Midden-Duitse eindronde en Gauliga Mitte 1933/34 |
|  | Geplaatst voor Gauliga Mitte 1933/34                                      |
|  | Degradatie naar Bezirksklasse                                             |

## 1. Klasse
Door de invoering van de Gauliga was er geen promotie mogelijk.

### Groep A
| Plaats | Club                       | Wed. | W | G | V | Saldo | Ptn.  |
| ------ | -------------------------- | ---- | - | - | - | ----- | ----- |
| 1.     | VfB Schkeuditz             | 14   |   |   |   | 45:30 | 19:09 |
| 2.     | RSV Sportbrüder 1904 Halle | 14   |   |   |   | 44:34 | 17:11 |
| 3.     | Freya Passendorf           | 14   |   |   |   | 32:35 | 16:12 |
| 4.     | SpVgg Lettin               | 14   |   |   |   | 43:37 | 15:13 |
| 5.     | SC Schiepzig               | 14   |   |   |   | 42:41 | 13:15 |
| 6.     | VfR Reideburg              | 14   |   |   |   | 37:39 | 12:16 |
| 7.     | Giebichensteiner SV        | 14   |   |   |   | 35:43 | 12:16 |
| 8.     | Wacker Zörbig              | 14   |   |   |   | 24:47 | 08:20 |

|  | Groepswinnaar |

### Groep B
| Plaats | Club                | Wed. | W | G | V | Saldo | Ptn.  |
| ------ | ------------------- | ---- | - | - | - | ----- | ----- |
| 1.     | SV Beuna            | 16   |   |   |   | 59:23 | 26:06 |
| 2.     | SV Kayna            | 16   |   |   |   | 57:34 | 23:09 |
| 3.     | Weine Halle         | 16   |   |   |   | 41:28 | 19:13 |
| 4.     | FC 1910 Ammendorf   | 16   |   |   |   | 46:34 | 18:14 |
| 5.     | Sportring Mücheln   | 16   |   |   |   | 37:38 | 14:18 |
| 6.     | Marathon Neurössen  | 16   |   |   |   | 28:42 | 13:19 |
| 7.     | Glückauf Braunsdorf | 16   |   |   |   | 24:46 | 13:19 |
| 8.     | GSV Meuschau        | 16   |   |   |   | 29:41 | 11:21 |
| 9.     | Polizei SV Halle    | 16   |   |   |   | 29:64 | 07:25 |